# Дискографија Аврил Лавињ
Канадска певачица Аврил Лавињ објавила је пет студијских албума, 8 ЕПова, двадесет и три сингла, двадесет и седам музичких спотова, појавила се и на неколико саундтрек албума.
Први студијски албум Let Go објавила је 4. јуна 2002. године за дигитално преузимање, на касети и цд формату. Албум је био други на америчкој листи Билборд 200, продат је у преко 16 милиона примерака широм света, а додељен му је шестоструки платинумски сертификат у Сједињеним Државама. Главни албумски сингл Complicated нашао се на првом месту листе у Аустралији и на другом месту у Сједињеним Државама. Уследили су синглови Sk8er Boi и I'm with You који су се нашли међу десет најбољих песама листа широм света.
Други студијски албум под називом Under My Skin, Аврил Лавињ је објавила 25. маја 2004. године за дигитално преузимање, на касети и цд формату. Албум је дебитовао на првом месту листе Аустралије, Мексика, Канаде, Велике Британије и Сједињених Држава, а продат је у више од 10 милиона примерака. My Happy Ending, други и најуспешнији сингл са албума, био је на 9. месту америчке листе Билборд хот 100 и промат је у 1,2 милиона примерака у САД.
Трећи студијски албум под називом The Best Damn Thing објављен је 17. априла 2007. године за дигитално преузимање, на касети и цд формату. Албум је дебитовао на првом месту америчке листе Билборд 200, а на албуму се нашао сингл Girlfriend, најуспешнији сингл у каријери певачице. Песма Girlfriend била је њена прва на америчкој листи Билборд хот 100, а потом и њен најпродаванији сингл у Сједињеним Државама где је продат у 3,8 милиона примерака. Песма се такође нашла на првом месту неколико земаља, укључујући Канаду, Аустралију, Нови Зеланд и поједине државе Европе. Girlfriend је постоа најрпдаванијих светски сингл 2007. године, до када је продат у 7,3 милиона примерака. Други албумски сингл под називом When You're Gone, био је међу 40. најбољих песама у Сједињеним Државама, а међу 10. у Аустралији, Канади, Шведској и Великој Британији.
Четврти албум под називом Goodbye Lullaby, певачица је објавила 8. марта 2011. године за дигитално преузимање и на цд формату. Главни сингл са албума био је What the Hell, који је досегнуо на прво мести америчке листе Билборд хот 100 и продат у 2,1 милион примерака у Сједињеним Државама. Други албумски сингл под називом Smile, објављен је у мају 2011. године, а трећи Wish You Were Here у септембру 2011. године.
Пети студијски албум под називом Avril Lavigne објављен је 5. новембра 2011. године. Главни сингл са албума Here's to Never Growing Up имао је умерен успех у Аустралији, Ирској, Канади, Великој Британији и Сједињеним Државама, где је продат у 1,3 милиона прмерака. На албуму Goodbye Lullaby нашла су се још четири сингла — Rock n Roll, Let Me Go, Hello Kitty и Give You What You Like.
Средином 2018. године најавила је да ће њен шести студијски албум Head Above Water бити објављен 2019. године.
Аврил Лавињ написала је и отпевала неколико за потребе филмова Америчко венчање и Алабама, слатки доме. Такође писала је песме за потребе филма Алиса у земљи чуда. Аврил је продала 12,4 милиона албума у Сједињеним Државама, а више од 40 милиона широм света. Укупно је у каријери продала више од 50 милиона синглова.

## Албуми

### Студијски албуми
| Назив               | Детаљи | Позиција                | Позиција                | Позиција                | Позиција                | Позиција                | Позиција                | Позиција                | Позиција                | Позиција                | Позиција                | Број проданих примерака                                              | Сертификат |
| Назив               | Детаљи | КАН                     | АУС                     | АУС 40                  | НЕМ                     | ИТА                     | ЈАП                     | НЗ                      | ШВА                     | УК                      | САД                     | Број проданих примерака                                              | Сертификат |
| ------------------- | --- | ----------------------- | ----------------------- | ----------------------- | ----------------------- | ----------------------- | ----------------------- | ----------------------- | ----------------------- | ----------------------- | ----------------------- | -------------------------------------------------------------------- | --- |
| Let Go              | - Датум објављивања: 4. јун 2002. - Издавачка кућа: Arista Records - Формат: ЦД, касета, дигитално преузимање       | 1                       | 1                       | 2                       | 2                       | 6                       | 6                       | 1                       | 2                       | 1                       | 2                       | - Свет: 16,000,000 - САД: 6,900,000 - ЈАП: 1,500,000 - УК: 1,711,088 | - MC: Дијамант - Аустралијско удружење дискографских кућа: 7× Платина - BPI: 6× Платина - BVMI: 3× Златно - FIMI: Дијамант - IFPI АУС: Платина - IFPI ШВА: 2× Платина - Америчко удружење дискографских кућа: 7× Платина - RIAJ: Милион - RMNZ: 5× Платина |
| Under My Skin       | - Датум објављивања: 25. мај 2004. - Издавачка кућа: Arista, RCA Records - Формат: ЦД, касета, дигитално преузимање | 1                       | 1                       | 1                       | 1                       | 3                       | 1                       | 7                       | 2                       | 1                       | 1                       | - Свет: 10,000,000 - САД: 3,200,000 - ЈАП: 924,000                   | - MC: 5× Платина - Аустралијско удружење дискографских кућа: Platinum - BPI: 2× Платина - BVMI: Златно - FIMI: 3× Платина - IFPI АУС 40: Платина - IFPI ШВЕ: Платина - Америчко удружење дискографских кућа: 3× Платина - RIAJ: Милион - RMNZ: Златно      |
| The Best Damn Thing | - Датум објављивања: 17. април 2007. - Издавачка кућа: RCA - Формат: ЦД, касета, дигитално преузимање               | 1                       | 2                       | 1                       | 1                       | 1                       | 1                       | 2                       | 2                       | 1                       | 1                       | - Свет: 6,000,000 - САД: 1,700,000 - ЈАП: 848,000 - УК: 452,672      | - MC: 2× Платина - Аустралијско удружење дискографских кућа: 2× Платина - BPI: Платина - BVMI: Златно - FIMI: 2× Платина - IFPI АУС 40: Платина - IFPI ШВА: Платина - Америчко удружење дискографских кућа: 2× Платина - RIAJ: Милион - RMNZ: Златно       |
| Goodbye Lullaby     | - Датум објављивања: 8. март 2011. - Издавачка кућа: RCA - Формат: ЦД, дигитално преузимање                         | 2                       | 1                       | 3                       | 4                       | 5                       | 2                       | 7                       | 2                       | 9                       | 4                       | - Свет: 2,000,000 - САД: 394,000 - ЈАП: 410,000                      | - Аустралијско удружење дискографских кућа: Златно - BPI: Златно - FIMI: Златно - RАмеричко удружење дискографских кућа: Златно - RIAJ: Платина |
| Avril Lavigne       | - Датум објављивања: 5. новембар 2013. - Издавачка кућа: Epic Records - Формат: ЦД, дигитално преузимање            | 4                       | 7                       | 9                       | 15                      | 8                       | 2                       | 8                       | 8                       | 14                      | 5                       | - Свет: 650,000 - САД: 156,000 - ЈАП: 180,000                        | - MC: Златно - Америчко удружење дискографских кућа: Златно - RIAJ: Златно |
| Head Above Water    | - Треба да буде објављено: фебруар 2019. - Издавачка кућа: BMG Rights Management - Формат:                          | Треба да буде објављено | Треба да буде објављено | Треба да буде објављено | Треба да буде објављено | Треба да буде објављено | Треба да буде објављено | Треба да буде објављено | Треба да буде објављено | Треба да буде објављено | Треба да буде објављено | Треба да буде објављено                                              | Треба да буде објављено |

### Уживо албуми
| Назив    | Детаљи                                                                                                 | Позиције | Позиције | Позиције | Позиције | Сертификати                                                                                       | Напомене                                                                                            |
| Назив    | Детаљи                                                                                                 | НЕМ      | ИТА      | ПОР      | ШВА      | Сертификати                                                                                       | Напомене                                                                                            |
| -------- | --- | -------- | -------- | -------- | -------- | ------------------------------------------------------------------------------------------------- | --------------------------------------------------------------------------------------------------- |
| My World | - Датум објављивања: 3. новембар 2003. - Издавачка кућа: Arista - Формат: ЦД/DVD, дигитално преузимање | 46       | 69       | 23       | 84       | - MC: 7× Платина - Аустралијско удружење дискографских кућа: Платина - BPI: Златно - RIAJ: Златно | - ЦД/DVD сет Try to Shut Me Up Tour објављен је на HSBC Arena. Аудио запис доступан је на ајтјунсу. |

### Компилације
| Назив                            | Детаљи | Позиција | Позиција |
| Назив                            | Детаљи | ЈАП      | ИТА      |
| -------------------------------- | --- | -------- | -------- |
| Let Go                           | - Датум објављивања: 2001. - Издавачка кућа: Nettwerk - Формат: ЦД, дигитално преузимање                                    | —        | —        |
| 12" Masters: The Essential Mixes | - Датум објављивања: 17. септембар 2010. - Издавачка кућа: Sony Music Entertainment, RCA - Формат: ЦД, дигитално преузимање | 33       | 74       |

## Епови
| Назив                            | Детаљи                                                                                          |
| -------------------------------- | ----------------------------------------------------------------------------------------------- |
| The Angus Drive                  | - Датум објављивања:5. јануар 2003. - Издавачка кућа: Arista - Формат: ЦД                       |
| My World EP                      | - Датум објављивања: 10. новембар 2003. - Издавачка кућа: Arista - Формат: дигитално преузимање |
| Avril Live: Try to Shut Me Up    | - Датум објављивања: 31. децембар 2003. - Издавачка кућа: Arista - Формат: дигитално преузимање |
| Avril Live Acoustic              | - Датум објављивања: 1. јул 2004. - Издавачка кућа: Arista - Формат: ЦД, дигитално преузимање   |
| Walmart Soundcheck               | - Датум објављивања: 30. јануар 2007. - Издавачка кућа: RCA - Формат: дигитално преузимање      |
| Nissan Live Sets on Yahoo! Music | - Датум објављивања: 1. мај 2007. - Издавачка кућа: RCA - Формат: дигитално преузимање          |
| MTV.com Live: Avril Lavigne      | - Датум објављивања: 25. мај 2008. - Издавачка кућа: Arista - Формат: дигитално преузимање      |
| Control Room: Live               | - Датум објављивања: 14. мај 2008. - Издавачка кућа: RCA - Формат: дигитално преузимање         |

## Синглови

### Као главни извођач
| Назив                        | Година | Позиција | Позиција | Позиција | Позиција | Позиција | Позиција | Позиција | Позиција | Позиција | Позиција | Сертификат | Албум                    |
| Назив                        | Година | КАН      | АУС      | АУС 40   | НЕМ      | ИТА      | ЈАП      | НЗ       | ШВА      | УК       | САД      | Сертификат | Албум                    |
| ---------------------------- | ------ | -------- | -------- | -------- | -------- | -------- | -------- | -------- | -------- | -------- | -------- | --- | ------------------------ |
| "Complicated"                | 2002   | 1        | 1        | 2        | 3        | 2        | —        | 1        | 2        | 3        | 2        | - Аустралијско удружење дискографских кућа: 2× Платина - BPI: Златно - IFPI АУС 40: Златно - IFPI ШВА: Златно - RIAJ: Златно - RMNZ: Платина                                                 | Let Go                   |
| "Sk8er Boi"                  | 2002   | 29       | 3        | 7        | 18       | 8        | —        | 2        | 17       | 8        | 10       | - Аустралијско удружење дискографских кућа: Платина - BPI: Златно - Америчко удружење дискографских кућа: Златно - RMNZ: Платина                                                             | Let Go                   |
| "I'm with You"               | 2002   | 18       | —        | 13       | 13       | 5        | —        | 5        | 12       | 7        | 4        | - BPI: Сребрно - Америчко удружење дискографских кућа: Златно | Let Go                   |
| "Losing Grip"                | 2003   | —        | 20       | 40       | 43       | —        | —        | —        | 49       | 22       | 64       | | Let Go                   |
| "Don't Tell Me"              | 2004   | 5        | 10       | 12       | 10       | 4        | 35       | 15       | 9        | 5        | 22       | - Аустралијско удружење дискографских кућа: Златно - Америчко удружење дискографских кућа: Златно                                                                                            | Under My Skin            |
| "My Happy Ending"            | 2004   | 11       | 6        | 8        | 17       | 7        | 76       | —        | 23       | 5        | 9        | - Аустралијско удружење дискографских кућа: Златно - BPI: Сребрно - Америчко удружење дискографских кућа: Златно                                                                             | Under My Skin            |
| "Nobody's Home"              | 2004   | 4        | 24       | 20       | 29       | —        | 128      | —        | 35       | 24       | 41       | - Америчко удружење дискографских кућа: Златно | Under My Skin            |
| "He Wasn't"                  | 2005   | 75       | 25       | 35       | 29       | —        | —        | 38       | 43       | 23       | —        | | Under My Skin            |
| "Keep Holding On"            | 2006   | 14       | —        | —        | —        | —        | —        | —        | —        | 141      | 17       | - MC: Платина - Америчко удружење дискографских кућа: Платина | Eragon                   |
| "Girlfriend"                 | 2007   | 1        | 1        | 1        | 3        | 1        | 27       | 1        | 3        | 2        | 1        | - MC: 2× Платина - Аустралијско удружење дискографских кућа: 4× Платина - BPI: Златно - IFPI АУС 40: Златно - Америчко удружење дискографских кућа: 2× Платина - RIAJ: Милион - RMNZ: Златно | The Best Damn Thing      |
| "When You're Gone"           | 2007   | 8        | 4        | 10       | 17       | 4        | 83       | 26       | 14       | 3        | 24       | - MC: Златно - Аустралијско удружење дискографских кућа: Платина - BPI: Сребрно - Америчко удружење дискографских кућа: Златно - RIAJ: Златно                                                | The Best Damn Thing      |
| "Hot"                        | 2007   | 10       | 14       | 17       | 26       | —        | 91       | 30       | 61       | 30       | 95       | - Аустралијско удружење дискографских кућа: Златно | The Best Damn Thing      |
| "The Best Damn Thing"        | 2008   | 76       | —        | 51       | 64       | —        | —        | —        | —        | —        | —        | | The Best Damn Thing      |
| "Alice"                      | 2010   | 51       | 39       | 19       | 27       | —        | —        | —        | 73       | 59       | 71       | - RIAJ: Златно | Almost Alice             |
| "What the Hell"              | 2011   | 8        | 6        | 20       | 21       | 15       | 15       | 5        | 18       | 16       | 11       | - Аустралијско удружење дискографских кућа: 2× Платина - BPI: Сребрно - FIMI: Златно - RIAJ: 2× Платина - RMNZ: Златно                                                                       | Goodbye Lullaby          |
| "Smile"                      | 2011   | 59       | 25       | 37       | 40       | —        | —        | 30       | —        | 189      | 68       | - Аустралијско удружење дискографских кућа: Платина - Америчко удружење дискографских кућа: Златно                                                                                           | Goodbye Lullaby          |
| "Wish You Were Here"         | 2011   | 64       | —        | —        | —        | —        | —        | —        | —        | —        | 65       | | Goodbye Lullaby          |
| "Here's to Never Growing Up" | 2013   | 17       | 15       | 49       | 60       | 19       | —        | 24       | —        | 14       | 20       | - MC: Платина - Аустралијско удружење дискографских кућа: Платина - Америчко удружење дискографских кућа: Платина                                                                            | Avril Lavigne            |
| "Rock n Roll"                | 2013   | 37       | 45       | —        | —        | 47       | 48       | —        | —        | 68       | 91       | - RIAJ: Златно | Avril Lavigne            |
| "Let Me Go" (Chad Kroeger)   | 2013   | 12       | 77       | 32       | 63       | —        | —        | —        | 63       | 66       | 78       | - MC: Златно | Avril Lavigne            |
| "Hello Kitty"                | 2014   | —        | —        | —        | —        | —        | —        | —        | —        | —        | 75       | | Avril Lavigne            |
| "Give You What You Like"     | 2015   | —        | —        | —        | —        | —        | —        | —        | —        | —        | —        | | Avril Lavigne            |
| "Fly"                        | 2015   | 92       | —        | —        | —        | —        | —        | —        | —        | —        | —        | | Није ни на једном албуму |
| "Head Above Water"           | 2018   | 37       | 75       | 37       | 69       | 97       | 42       | —        | 36       | 84       | 64       | | Head Above Water         |

### Као гостујући извођач
| Назив                                                     | Година | Позиција | Позиција | Сертификат       |
| Назив                                                     | Година | КАН      | УК       | Сертификат       |
| --------------------------------------------------------- | ------ | -------- | -------- | ---------------- |
| "Wavin' Flag" (са извођачима за Хаите)                    | 2010   | 1        | 89       | - MC: 3× Платина |
| "Best Years of Our Lives" (Evan Taubenfeld и Аврил Лавињ) | 2011   | —        | —        |                  |

### Промотивни синглови
| Назив                                | Година | Позиција | Позиција | Позиција | Позиција | Сертификат     | Албум                               |
| Назив                                | Година | ЈАП Hot. | КОР      | НЗ       | САД Bub. | Сертификат     | Албум                               |
| ------------------------------------ | ------ | -------- | -------- | -------- | -------- | -------------- | ----------------------------------- |
| "Unwanted"                           | 2003   | —        | —        | —        | —        |                | Let Go                              |
| "Mobile"                             | 2003   | —        | —        | 26       | —        |                | Let Go                              |
| "Basket Case"                        | 2003   | —        | —        | —        | —        |                | My World                            |
| "Knockin' on Heaven's Door"          | 2003   | —        | —        | —        | —        |                | My World                            |
| "Take Me Away"                       | 2004   | —        | —        | —        | —        |                | Under My Skin                       |
| "I Always Get What I Want"           | 2004   | —        | —        | —        | —        |                | Under My Skin                       |
| "Knockin' on Heaven's Door"          | 2004   | —        | —        | —        | —        |                | Unity                               |
| "Fall to Pieces"                     | 2005   | —        | —        | —        | 6        |                | Under My Skin                       |
| "I Will Be"                          | 2007   | —        | —        | —        | —        |                | The Best Damn Thing                 |
| "Push"                               | 2012   | 35       | 27       | —        | —        |                | Goodbye Lullaby                     |
| "Bad Reputation"                     | 2012   | 8        | —        | —        | —        | - RIAJ: Златно | One Piece Film                      |
| "How You Remind Me"                  | 2012   | —        | —        | —        | —        |                | One Piece Film: Z and Avril Lavigne |
| "Baby It's Cold Outside" (Jonny Blu) | 2017   | —        | —        | —        | —        |                | Није ни на једном албуму            |

## Остале песме
| Назив                                     | Година | Позиција | Позиција | Позиција | Позиција | Албум               |
| Назив                                     | Година | КАН      | КОР      | УК       | САД Bub. | Албум               |
| ----------------------------------------- | ------ | -------- | -------- | -------- | -------- | ------------------- |
| "Innocence"                               | 2007   | 59       | —        | 190      | 16       | The Best Damn Thing |
| "Runaway"                                 | 2007   | —        | —        | —        | 11       | The Best Damn Thing |
| "Everybody Hurts"                         | 2011   | —        | 33       | —        | —        | Goodbye Lullaby     |
| "Black Star"                              | 2011   | —        | 39       | —        | —        | Goodbye Lullaby     |
| "I Love You"                              | 2011   | —        | 41       | —        | —        | Goodbye Lullaby     |
| "4 Real"                                  | 2011   | —        | 47       | —        | —        | Goodbye Lullaby     |
| "Stop Standing There"                     | 2011   | —        | 52       | —        | —        | Goodbye Lullaby     |
| "Not Enough"                              | 2011   | —        | 54       | —        | —        | Goodbye Lullaby     |
| "Remember When"                           | 2011   | —        | 57       | —        | —        | Goodbye Lullaby     |
| "Darlin"                                  | 2011   | —        | 58       | —        | —        | Goodbye Lullaby     |
| "Goodbye"                                 | 2011   | —        | 59       | —        | —        | Goodbye Lullaby     |
| "Alice (продужена верзија)"               | 2011   | —        | 85       | —        | —        | Goodbye Lullaby     |
| "17"                                      | 2013   | —        | 4        | —        | —        | Avril Lavigne       |
| "Bitchin' Summer"                         | 2013   | —        | 11       | —        | —        | Avril Lavigne       |
| "Sippin' on Sunshine"                     | 2013   | —        | 19       | —        | —        | Avril Lavigne       |
| "You Ain't Seen Nothin' Yet"              | 2013   | —        | 20       | —        | —        | Avril Lavigne       |
| "Falling Fast"                            | 2013   | —        | 64       | —        | —        | Avril Lavigne       |
| "Bad Girl" (Мерилин Менсон и Аврил Лавињ) | 2013   | 88       | 69       | —        | —        | Avril Lavigne       |
| "Hush Hush"                               | 2013   | —        | 71       | —        | —        | Avril Lavigne       |
| "Hello Heartache"                         | 2013   | —        | 75       | —        | —        | Avril Lavigne       |

## Остали пројекти
| Назив                                               | Година | Албум                                    |
| --------------------------------------------------- | ------ | ---------------------------------------- |
| "Touch the Sky" (са Стивеном Медом)                 | 1999   | The Quinte Spirit                        |
| "World to Me" (Стивен Мед и Аврил Лавињ)            | 1999   | The Quinte Spirit                        |
| "The Quinte Spirit" (Стивен Мед и Стефани Трот)     | 1999   | The Quinte Spirit                        |
| "Temple of Life" (Стивен Мед и Аврил Лавињ)         | 2000   | My Window to You                         |
| "Two Rivers" (Стивен Мед и Аврил Лавињ)             | 2000   | My Window to You                         |
| "Falling Down"                                      | 2002   | Sweet Home Alabama                       |
| "I Don't Give"                                      | 2003   | American Wedding                         |
| "Knockin' on Heaven's Door"                         | 2003   | Warchild: Hope                           |
| "O Holy Night" (Chantal Kreviazuk и Аврил Лавињ)    | 2003   | Maybe This Christmas Too?                |
| "I Always Get What I Want"                          | 2004   | The Princess Diaries 2: Royal Engagement |
| "SpongeBob SquarePants Theme"                       | 2004   | The SpongeBob SquarePants                |
| "Imagine"                                           | 2007   | Instant Karma                            |
| "The Scientist"                                     | 2007   | Radio 1's Live Lounge – Volume 2         |
| "Tik Tok"                                           | 2011   | Radio 1's Live Lounge – Volume 6         |
| "Get Over Me" (Nick Carter и Аврил Лавињ)           | 2015   | All American                             |
| "Listen" (One Ok Rock и Аврил Лавињ)                | 2017   | Ambitions                                |
| "Wings Clipped" (Grey, Anthony Green и Аврил Лавињ) | 2017   | Chameleon                                |

## Видеографија

### Видео албуми
| Назив                               | Детаљи                                                                           | Сертификат     |
| ----------------------------------- | -------------------------------------------------------------------------------- | -------------- |
| Bonez Tour 2005: Live at Budokan    | - Датум објављивања: 7. децембар 2005. - Издавачка кућа: BMG Japan - Формат: DVD | - RIAJ: Златно |
| The Best Damn Tour: Live in Toronto | - Датум објављивања: 9. децембар 2008. - Издавачка кућа: RCA - Формат: DVD       | - MC: Златно   |

### Спотови
| Назив                             | Година             | Музичар(и)              | Режисер(и)         | Референца          |
| Као главни извођач                | Као главни извођач | Као главни извођач      | Као главни извођач | Као главни извођач |
| --------------------------------- | ------------------ | ----------------------- | ------------------ | ------------------ |
| "Complicated"                     | 2002               | Аврил Лавињ             | Малојс             | [ 87 ]             |
| "Sk8er Boi"                       | 2002               | Аврил Лавињ             | Франсис Лоренс     | [ 87 ]             |
| "I'm with You"                    | 2002               | Аврил Лавињ             | Дејвид Лачапел     | [ 87 ]             |
| "Losing Grip"                     | 2003               | Аврил Лавињ             | Лиз Фридландер     | [ 87 ]             |
| "Mobile"                          | 2003               | Аврил Лавињ             | Непознат           |                    |
| "Knockin' on Heaven's Door"       | 2003               | Аврил Лавињ             | Марк Лострако      | [ 87 ]             |
| "Don't Tell Me"                   | 2004               | Аврил Лавињ             | Лиз Фридландер     | [ 87 ]             |
| "My Happy Ending"                 | 2004               | Аврил Лавињ             | Мајерт Авис        | [ 87 ]             |
| "Nobody's Home"                   | 2004               | Аврил Лавињ             | Дајана Мартел      | [ 87 ]             |
| "SpongeBob SquarePants Theme"     | 2004               | Аврил Лавињ             | Непознат           | [ 88 ]             |
| "He Wasn't"                       | 2005               | Аврил Лавињ             | The Malloys        | [ 87 ]             |
| "Girlfriend"                      | 2007               | Аврил Лавињ             | The Malloys        | [ 87 ]             |
| "When You're Gone"                | 2007               | Аврил Лавињ             | Марк Клазфелд      | [ 87 ]             |
| "Girlfriend (Dr. Luke ремис)"     | 2007               | Лаврињ и Lil' Mama      | Р. Малком Џоунс    | [ 87 ]             |
| "Hot"                             | 2007               | Аврил Лавињ             | Метју Ролстон      | [ 87 ]             |
| "The Best Damn Thing"             | 2008               | Аврил Лавињ             | Вејн Ишам          | [ 87 ]             |
| "Alice"                           | 2010               | Аврил Лавињ             | Дејв Мајерс        | [ 87 ]             |
| "What the Hell"                   | 2011               | Аврил Лавињ             | Маркус Рабој       | [ 87 ]             |
| "Smile"                           | 2011               | Аврил Лавињ             | Шејнт Дрејк        | [ 87 ]             |
| "Wish You Were Here"              | 2011               | Аврил Лавињ             | Дејв Мејерс        | [ 89 ]             |
| "Goodbye"                         | 2012               | Аврил Лавињ             | Марк Лидел         | [ 90 ]             |
| "Here's to Never Growing Up"      | 2013               | Аврил Лавињ             | Роберт Хејлс       | [ 91 ]             |
| "Rock n Roll"                     | 2013               | Аврил Лавињ             | Крис Марс Пилијеро | [ 92 ]             |
| "Let Me Go"                       | 2013               | Лаврињ и Чад Кругер     | Кристофер Симс     | [ 93 ]             |
| "Hello Kitty"                     | 2014               | Аврил Лавињ             | Хисаши Какучи      | [ 94 ]             |
| "Give You What You Like"          | 2015               | Аврил Лавињ             | Непознат           | [ 95 ]             |
| "Fly"                             | 2015               | Аврил Лавињ             | Лавињ и Роб Дипл   | [ 96 ]             |
| "Head Above Water"                | 2018               | Аврил Лавињ             | Елито Лестер       | [ 97 ]             |
| Као гостујући извођач             |                    |                         |                    |                    |
| "Hundred Million"                 | 2002               | Treble Charger          | Венди Морган       | [ 98 ]             |
| "Bethamphetamine (Pretty Pretty)" | 2006               | Butch Walker            | Мох Азима          | [ 99 ]             |
| "Wavin' Flag"                     | 2010               | Young Artists for Haiti | Дејв Расел         | [ 100 ]            |
| "Cheers (Drink to That)"          | 2011               | Ријана                  | Еван Роџерс        | [ 101 ]            |